# 718
718 (DCCXVIII) var ett normalår som började en lördag i den julianska kalendern.

## Händelser

### Okänt datum
- Pelayo av Asturien besegrar en muslimsk armé vid Alcama (början på Reconquista).
- Winfrid eller Bonifatius, tyskarnas apostel, gör sin första Romresa.

## Födda
- Konstantin V, kejsare av Bysantinska riket.
- Koken, regerande kejsarinna av Japan.

## Avlidna
- Anastasios II, kejsare av Bysantinska riket.
- Egilona, västgotisk drottning.